# Carl Söllscher

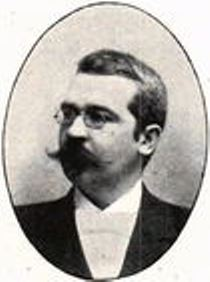
Carl Söllscher.

Carl Fredrik Gillis Söllscher, född 21 juli 1860 i Uddevalla, död 1 december 1944 i Oscars församling i Stockholm, var en svensk ingenjör. Han var son till August Söllscher.
Söllscher studerade vid Tekniska elementarskolan i Borås 1876–1879, vid universiteten i Zürich och Genève samt vid Remigius Fresenius laboratorium i Wiesbaden 1879–1882 och blev filosofie doktor i Zürich 1882. Han var undervisningsassistent vid Fresenius kemiska laboratorium i Wiesbaden 1883–1884, assistent vid agrikulturkemiska stationen i Münster 1884, lärare i kemi vid Tekniska skolan i Eskilstuna från 1885 samt tillika i matematik 1885–1901. Han var ingenjör vid Eskilstuna telefonförening 1885–1890 och extra ordinarie telegrafassistent 1892. Han var innehavare av C. Söllschers lampveksfabrik i Eskilstuna 1891–1899 (detta företags produkter visades på Allmänna konst- och industriutställningen i Stockholm 1897). Söllscher var därefter verkställande direktör för Eskilstuna Elektriska AB 1899–1914 och för Eskilstuna stads sparbank 1899–1916.
Söllscher utgav Anteckningar uti organisk kemi Eskilstuna jan. 1894 (1894) och Trådlös telegrafi: föredrag, hållet inför Tekniska föreningen i Västerås, den 21 februari 1903 (1903). Han var ordförande i styrelsen för Tekniska föreningen i Eskilstuna från 1905.
Carl Söllscher gifte sig med Augusta Alexandra Oterdal (1865–1938), som gifte om sig med civilingenjör Wilhelm Fredrik Lagergren. Söllscher gifte sedan om sig 1894 med Ingrid Österwall (1871–1967). I det senare äktenskapet hade han barnen Elsa Sölscher (1896–1993), Folke Sölscher (1900–1987) och överlantmätaren Helge Sölscher (1903–2003).
Han är begraven på Skogskyrkogården i Stockholm.